# Йоганн Георг Гідлер
Йоганн Георг Гідлер (нім. Johann Georg Hiedler; 28 лютого або 28 вересня 1792 в Шпіталь, Вайтра, Австрія — 9 лютого 1857) — австрійський мірошник, визнаний нацистською Німеччиною офіційно усиновленим дідом Адольфа Гітлера. Чи був Гідлер біологічним дідом Гітлера по батькові, сучасні історики сперечаються